# 중부자갈언덕쥐
중부자갈언덕쥐(Pseudomys johnsoni)는 쥐과에 속하는 설치류의 일종이다. 오스트레일리아의 토착종이다. 킴벌리쥐(Pseudomys laborifex)는 최근까지 중부자갈언덕쥐와는 별도의 종으로 간주되었지만 현재는 같은 종으로 알려져 있다. 자갈더미쥐의 일종이다.